# Buddy Miles
Buddy Miles właściwie George Miles (ur. 5 września 1947 w Omaha, zm. 26 lutego 2008 w Austin) – amerykański muzyk, perkusista, wokalista, współzałożyciel zespołu Band of Gypsys. Miles współpracował m.in. z takimi muzykami jak Jimi Hendrix, Carlos Santana, Billy Cox czy John McLaughlin. Grał też w „Electric Flag”, z którym wystąpił na Festiwalu w Monterey w 1967 roku i w „The Buddy Miles Express”.

## Wybrana dyskografia
- Buddy Miles - We Got To Live Together (1970[2])
- Band Of Gypsys - Band of Gypsys (1970[3])
- Funkadelic - Hardcore Jollies (1976[4])
- The Last Poets - Jazzoetry (1976[5])
- Umar Bin Hassan - Be Bop Or Be Dead (1993[6])